# Кузик Петро Миколайович
Петро Миколайович Кузик (нар. 1 серпня 1979, Київ) — український політик, військовослужбовець, підприємець, учасник російсько-української війни. Лицар ордена Богдана Хмельницького III ступеня (2023). Доктор філософії за спеціальністю «Публічне управління та адміністрування» (2024).
Голова Деснянського району Києва (2014). Депутат Броварської міської ради VI скликання (2010-2014) та Київської міської ради VII та VIII скликань (2014-2015, 2015-2020). Член ВО «Свобода», голова Київської міської організації ВО «Свобода», командир батальйону «Свобода».

## Життєпис
Народився 1 серпня 1979 року у Києві на Троєщині. Відвідував місцевий дитячий садок, вчився та закінчив середню загальноосвітню школу I-III ступенів №238 м.Києва.
У період з 1998 року по 2009 рік працював, а саме: створював «з нуля», організовував роботу, а потім працював на керівних посадах на підприємствах у галузі видавництва та поліграфії: ПП «Екслібріс», ТОВ «ТВК» Зовнішня реклама». Дані підприємства досягли високих результатів у своїй галузі, а також мали честь представляти галузь видавництва та поліграфії на міжнародних виставках, в т.ч. у Лондоні.
2007 року став членом ВО «Свобода». 
Після зміни влади в Україні у лютому 2014 року, 22 березня 2014 року виконувач обов'язків президента Олександр Турчинов призначив Кузика головою районної державної адміністрації Деснянського району Києва. 
У 2014 році був вояком окремого добровольчого батальйону «Карпатська Січ». У міжсесійний період пробув у якості добровольця близько 15 ротацій в зоні АТО на передовій, разом з побратимами свободівцями. Отримав поранення у війні на Сході України.
У вересні 2014 року став депутатом Київської міської ради VII скликання. Входив у постійну комісію з питань торгівлі, підприємництва та регуляторної політики. Через рік знову став депутатом Київради VIII скликання. Кузик зайняв крісло першого заступника голови постійної комісії з питань бюджету та соціально-економічного розвитку.
З 2016 року є бенефіціаром компанії «Панський кошик», яка займається роздрібною торгівлею.
Від початку повномасштабного вторгнення рф 24 лютого 2022 року сформував і став командиром Добровольчого формування територіальної громади м. Києва «Свобода» (112 бригада територіальної оборони ЗСУ). Протягом лютого-квітня, спільно з підрозділами Збройних сил та Міністерства внутрішніх справ України, брав участь у штурмових та наступальних діях по деокупації населених пунктів Ірпінь, Буча та Гостомель Київської області.
Опісля зачистки Київщини, на початку квітня 2022 року, разом з побратимами добровільно мобілізувався до лав 4 бригади оперативного призначення ім. Героя України сержанта Сергія Михальчука (Гвардія наступу «Рубіж»), очоливши 3-й батальйон оперативного призначення «Свобода».
З квітня 2022 року по теперішній час є командиром батальйону оперативного призначення «Свобода», виконуючи з підрозділом поставлені бойові завдання на найбільш запеклих ділянках фронту: Рубіжне, Лисичанськ, Сіверськодонецьк Луганської області, Зайцеве, Курдюмівка, Бахмут, Спірне Донецької області.
У жовтні 2022 року увійшов до списку 25 найвпливовіших українських військових від НВ.
У грудні 2022 року увійшов до списку "Люди НВ 2022. У рік війни" New Voice .
У 2024 захистив дисертацію на здобуття наукового ступеня доктора філософії на тему «Механізми державного управління безпекою виборчого процесу в Україні» (спеціальність «Публічне управління та адміністрування»). Захист відбувся в Міжрегіональній Академії управління персоналом. Того ж року присуджено науковий ступінь доктора філософії.

## Сім'я
Виховує трьох доньок.

## Нагороди
- орден Богдана Хмельницького III ступеня (15 лютого 2023) — за особисту мужність і самовідданість, виявлені у захисті державного суверенітету та територіальної цілісності України, сумлінне і бездоганне служіння Українському народові[7];

- почесний нагрудний знак Головнокомандувача Збройних Сил України «Срібний хрест» (2023).